# Ódio
- Commons
- Wikiquote
- Wikcionário

O ódio (do latim odiu), também chamado de execração, raiva, rancor e ira, é um sentimento intenso de raiva e aversão. Traduz-se na forma de antipatia, aversão, desgosto, rancor, fúria, inimizade ou repulsa contra uma pessoa ou algo, assim como o desejo de evitar, limitar ou destruir o seu objetivo. O ódio pode se basear no medo, justificado ou não. É descrito com frequência como o contrário do amor ou da amizade ou até do afeto e outros, no entanto, como Elie Wiesel, consideram a indiferença como o oposto do amor.